# Xilin Gol
Xilin Gol (chiń. 锡林郭勒, pinyin: Xílín Guōlè; mong. Sili-yin γoul ayimaγ) – związek w Chinach, w regionie autonomicznym Mongolia Wewnętrzna. Siedzibą związku jest Xilinhot. W 1999 roku związek liczył 923 745 mieszkańców.

## Podział administracyjny
Związek Xilin Gol podzielony jest na:
- 2 miasta: Xilinhot, Erenhot,
- powiat: Duolun,
- 9 chorągwi: chorągiew Abag, lewa chorągiew Sonid, prawa chorągiew Sonid, wschodnia chorągiew Ujimqin, zachodnia chorągiew Ujimqin, chorągiew Taibus, chorągiew Xianghuang, chorągiew Zhengxiangbai, chorągiew Zhenglan.